# Аурангабад (місто, Махараштра)
Аурангаба́д (маратхі औरंगाबाद, англ. Aurangabad, гінді औरंगाबाद від фарсі та урду: اورنگ‌آباد, дослівно «споруджений троном») — місто в штаті Махараштра, Індія. Адміністративний центр округу Аурангабад. Важливий туристичний центр, через який проходять шляхи до об'єктів Всесвітньої спадщини — печерних храмових комплексів Аджанта і Еллора. Один з нових міст-мільйонників, значний промисловий і освітній центр.

## Історія
Місто було побудоване в 1604—1610 роках на місці села Хадкі Маліком Амбаром, прем'єр-міністром Муртази Низам-шаха II, султана Ахмеднагара. Роком заснування міста вважається 1610. При заснуванні він був названий Фатехпур, можливо в честь сина Амбара, Фатх-хана.
У 1634 році в місто приїхав Аурангзеб, призначений губернатором Деккану. Він жив тут до 1644 року, коли поїхав до Агри боротися за престол Великих Моголів.
У 1681 році Аурангзеб, що вже став імператором, повернувся в Аурангабад і зробив його своєю резиденцією. Звідси він вів успішні війни з незалежними султанатами Деккану до своєї смерті в 1707 році. Мабуть, місто було перейменовано в Аурангабад саме в ці останні роки.
У 1724 році Асіф Джах, тюркський генерал з могулів у регіоні Деккан, вирішив вийти із поруйнованої імперії Моголів, з наміром заснувати свою власну династію в Деккані, де вирішив заснувати столицю в Аурангабаді. У 1763 році його син і наступник Нізам Алі Хан Асаф Джах II переніс столицю з Аурангабада в Гайдарабад. У 1795 році місто потрапило під владу маратхів і після перемоги маратхів в битві при Харді  Нізам Алі мусив відшкодувати 30 мільйонів рупій за володарювання в місті. Проте дозвіл маратхів набув чинності через вісім років, перш ніж місто перейшло під владу Нізаму після перемоги британців у другій англо-маратхській війні. У 1857 році Аурангабад повністю перейшов під британський контроль у складі князівства Гайдарабад. 
У могольский період Аурангабад отримав назву «місто воріт», так як його характерною рисою є численні ворота по периметру. Нині збереглися вісім з них — пам'ятники могольській епосі.
Гробниця Аурангзеба розташована в Хулдабаді, маленькому місті поблизу Аурангабада, де також розташована Долина Святих — місце, де поховано 1 500 суфійських святих. З ім'ям Аурангзеба також пов'язана зменшена і спрощена копія Тадж-Махала, Бібі-Ка-Макбара на північному заході міста.

## Клімат
Місто знаходиться у зоні, котра характеризується кліматом помірних степів та напівпустель. Найтепліший місяць — травень із середньою температурою 32.2 °C (90 °F). Найхолодніший місяць — грудень, із середньою температурою 21.1 °С (70 °F).
| Клімат Аурангабада      | Клімат Аурангабада | Клімат Аурангабада | Клімат Аурангабада | Клімат Аурангабада | Клімат Аурангабада | Клімат Аурангабада | Клімат Аурангабада | Клімат Аурангабада | Клімат Аурангабада | Клімат Аурангабада | Клімат Аурангабада | Клімат Аурангабада | Клімат Аурангабада |
| Показник                | Січ.               | Лют.               | Бер.               | Квіт.              | Трав.              | Черв.              | Лип.               | Серп.              | Вер.               | Жовт.              | Лист.              | Груд.              | Рік                |
| Абсолютний максимум, °C | 37                 | 37                 | 42                 | 45                 | 45                 | 43                 | 37                 | 36                 | 37                 | 37                 | 35                 | 34                 | 45                 |
| Середній максимум, °C   | 29                 | 31                 | 35                 | 38                 | 40                 | 34                 | 30                 | 29                 | 30                 | 32                 | 30                 | 28                 | 32                 |
| Середня температура, °C | 21                 | 23                 | 27                 | 30                 | 32                 | 28                 | 25                 | 25                 | 25                 | 25                 | 22                 | 20                 | 25                 |
| Середній мінімум, °C    | 13                 | 15                 | 19                 | 23                 | 24                 | 22                 | 21                 | 21                 | 20                 | 19                 | 15                 | 13                 | 19                 |
| Абсолютний мінімум, °C  | 3                  | 2                  | 8                  | 10                 | 17                 | 17                 | 18                 | 17                 | 15                 | 12                 | 7                  | 5                  | 2                  |
| Норма опадів, мм        | 0                  | 0                  | 0                  | 0                  | 10                 | 130                | 170                | 120                | 160                | 40                 | 20                 | 0                  | 710                |
| Днів з дощем            | 0                  | 0                  | 0                  | 0                  | 1                  | 8                  | 9                  | 7                  | 7                  | 3                  | 2                  | 0                  | 42                 |
| Вологість повітря, %    | 50                 | 40                 | 35                 | 33                 | 49                 | 67                 | 82                 | 83                 | 79                 | 61                 | 58                 | 57                 | 58                 |
| ----------------------- | ------------------ | ------------------ | ------------------ | ------------------ | ------------------ | ------------------ | ------------------ | ------------------ | ------------------ | ------------------ | ------------------ | ------------------ | ------------------ |
| Джерело: Weatherbase    |                    |                    |                    |                    |                    |                    |                    |                    |                    |                    |                    |                    |                    |